# Cocaine Cowboys – Die wahre Geschichte hinter Scarface und Miami Vice
Cocaine Cowboys – Die wahre Geschichte hinter Scarface und Miami Vice ist ein US-amerikanischer Dokumentarfilm über den Drogenimport und die mit sich bringenden Konflikte innerhalb des Drogenmilieus in Miami (Florida) während der 1970er und 1980er Jahre.
Am 29. Juli 2008 erschien die Fortsetzung Cocaine Cowboys 2, auch bekannt als Cocaine Cowboys II: Hustlin’ With the Godmother.

## Handlung
Der Film dokumentiert die Kokainproduktion in Kolumbien, den Drogenimport in die USA, den Verkauf durch die Kubaner und die mit sich bringenden Konflikte innerhalb des Drogenmilieus in Miami (Florida) während der 1970er und 1980er Jahre, mit hochwertigen Archivbildern und Interviews mit Anwälten, Journalisten, ehemaligen Drogenschmugglern und Bandenmitgliedern, um eine „aus erster Hand-Perspektive“ des Miami-Drogenmilieus zu liefern. Der ehemalige Auftragsmörder Jorge „Rivi“ Ayala spricht über seine Arbeit für Griselda Blanco. Der ehemalige Drogenhändler Jon Roberts spricht unter anderem über die Zusammenarbeit mit Rafael Caro Quintero und Max Mermelstein, über den Drogenbaron Jorge Luis Ochoa, über Pablo Escobar und ihre Beziehung zu Manuel Noriega in Panama, um ihre Gelder sicher zu lagern. Ebenso spricht man über die durch Drogengelder entstandene nationale Rezession Ende der 1970er Jahre.

## Hintergrund
Am 8. Juli 2008 erschien in Deutschland die DVD-Veröffentlichung unter dem Titel Cocaine Cowboys – Die wahre Geschichte hinter Scarface und Miami Vice.

## Interviews
Kommentiert wird der Dokumentarfilm von:
- Jon Roberts – ehemaliger Drogenhändler für das Medellín-Kartell
- Al Sunshine – Südflorida-Reporter
- Samuel I. Burstyn – Rechtsanwalt aus Miami
- Mickey Munday – ehemaliger Drogenhändler für das Medellín-Kartell
- Bob Palumbo – Special Agent der DEA
- Toni Mooney – Schauspielerin / Ex-Freundin von Jon Roberts
- Edna Buchanan – Autorin und Journalistin für The Miami Herald
- Dr. Joseph Davis – Gerichtsmediziner aus Miami
- Sgt. Al Singleton – Detective der Mordkommission des Miami Dade Police Dept.
- Louis Caruso – Strafverteidiger von Jorge „Rivi“ Ayala
- Lt. Raul Diaz – ehemaliger Rauschgiftfahnder des Miami Dade Police Dept.
- Jorge „Rivi“ Ayala – ehemaliger Auftragsmörder für das Medellín-Kartell
- Nelson Andreu – ehemaliger Polizeichef des West Miami Police Departments